# Pseudoleskeopsis osterwaldii
Pseudoleskeopsis osterwaldii là một loài Rêu trong họ Leskeaceae. Loài này được M. Fleisch. mô tả khoa học đầu tiên năm 1923.